# 弗罗洛沃区
弗罗洛沃区（俄语：Фроловский район）是俄罗斯联邦伏尔加格勒州下辖的一个区，其行政中心为弗罗洛沃。据2016年统计，该区的人口为14129人。